# Municipi de Kalvarija
Kalvarija (en lituà, Kalvarijos savivaldybe) és un dels 60 municipis de Lituània, situat dins el comtat de Marijampolė, i que forma part de la regió de Suvalkija. La capital del municipi és la ciutat homònima.

## Seniūnijos del municipi de Kalvarija

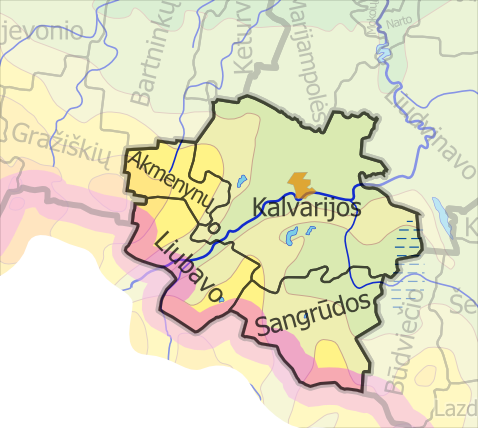
Seniūnijos del municipi de Kalvarija

- Akmenynų seniūnija (Akmenynai)
- Kalvarijos seniūnija (Kalvarija)
- Liubavo seniūnija (Liubavas)
- Sangrūdos seniūnija (Sangrūda)